# Protocolo Harkin-Engel
El Protocolo Harkin–Engel, a veces referido como el Protocolo Cacao, es un acuerdo internacional destinado a poner fin a las peores formas de trabajo infantil (de acuerdo con el Convenio 182 de la Organización Internacional del Trabajo) y el trabajo forzoso (según el Convenio 29 de la OIT) en la producción de cacao, el principal ingrediente del chocolate. El protocolo fue negociado por el senador Tom Harkin y el representante Eliot Engel en respuesta a un documental y varios artículos en 2000 y 2001 que difundieron la esclavitud infantil y la trata de niños en la producción de cacao. El protocolo fue firmado en septiembre de 2001. Declaraciones conjuntas en 2001, 2005 y 2008, y una Declaración Conjunta en 2010 amplió el compromiso de abordar el problema. A partir de 2012, no está claro si el protocolo reduce el trabajo infantil en la producción de cacao, aunque la industria del cacao afirma que cinco de los seis artículos se han abordado y el último se está llevando a cabo activamente.

## Contexto

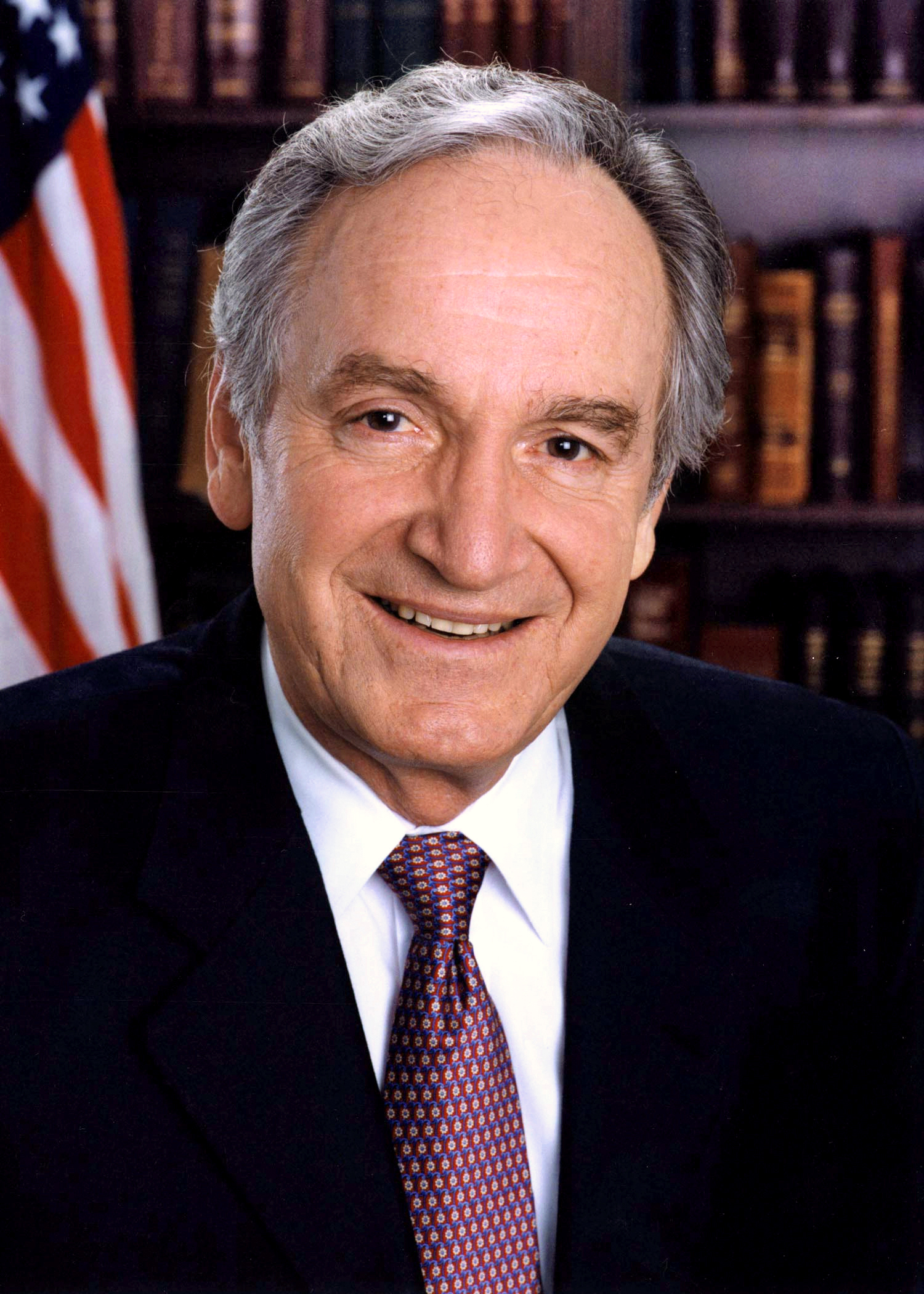
Sen. Tom Harkin

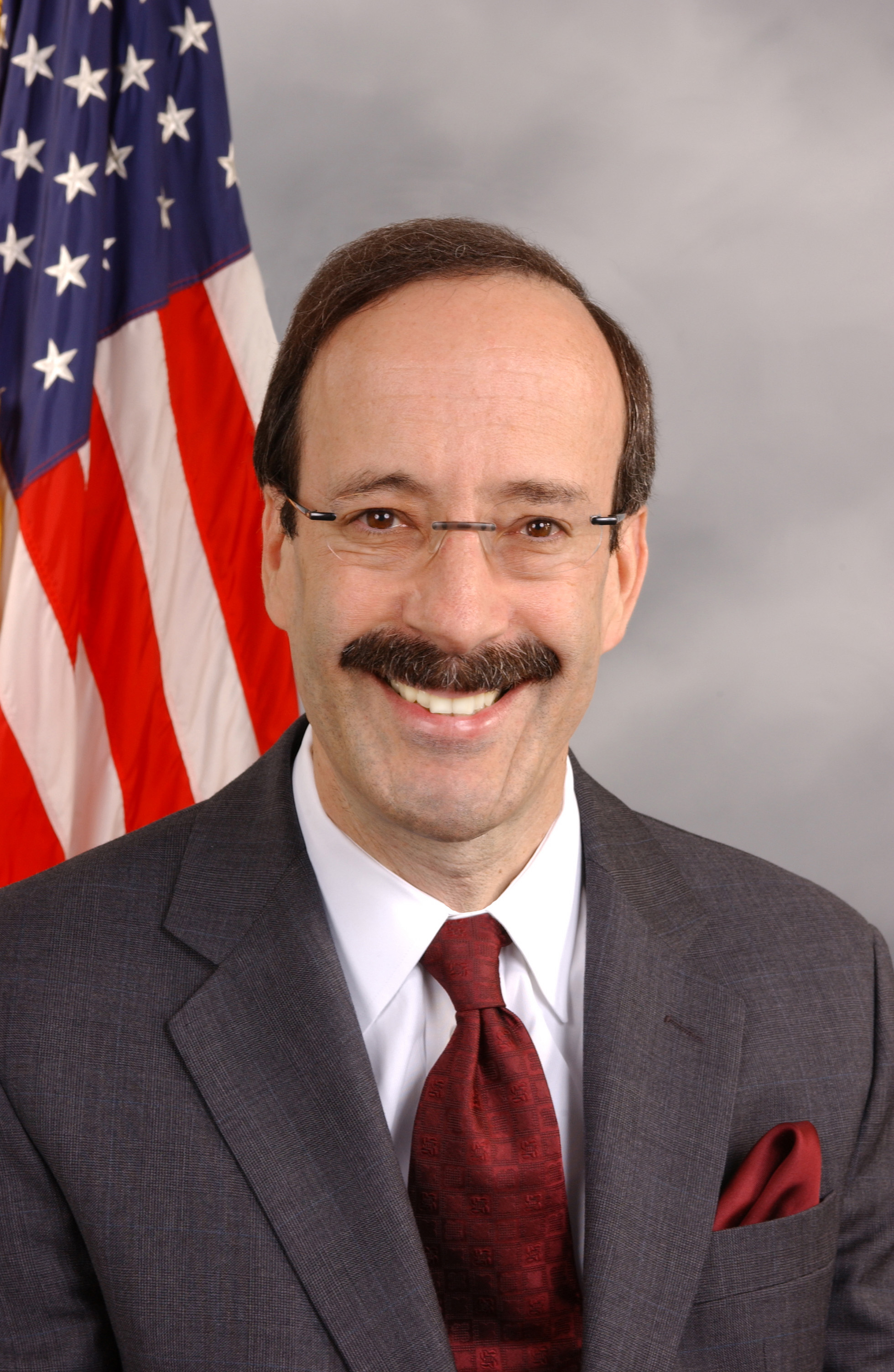
Rep. Eliot Engel

A finales de 2000, un documental de la BBC informó del uso de niños esclavos en la producción de cacao—el ingrediente principal del chocolate— en África Occidental. Otros medios de comunicación siguieron difundiendo la esclavitud de niños y la trata de niños en la producción de cacao. La industria del cacao fue acusada de aprovecharse de la esclavitud y la trata de niños. La Asociación Europea del Cacao rechazó estas acusaciones como "falsas y excesivas", y la industria dijo que los informes no eran representativos de todas las áreas. Más tarde, la industria reconoció que las condiciones de trabajo de los niños no eran satisfactorias y los derechos de los niños fueron violados en ocasiones, y reconoció que los reclamos no podían ser ignorados.
En 2001, el representante de EE. UU., Eliot Engel, introdujo una modificación legislativa a un proyecto de ley de agricultura. Esta enmienda era dar a la Administración de Alimentos y Medicamentos (FDA) de EE. UU. $250,000 para desarrollar una etiqueta para indicar que ningún trabajo esclavo infantil fue utilizado en el cultivo o la cosecha de cacao; esta etiqueta sería similar a las etiquetas "dolphin safe" utilizadas para los atunes. La enmienda fue aprobada en la Cámara de los Representantes, moción de 291–115. El proyecto de ley parece tener un apoyo similar en el Senado. La industria internacional del cacao se opuso firmemente a ella y la Asociación de Fabricantes de Chocolate contrató a los exsenadores George Mitchell y Bob Dole para presionar en contra de ella. La industria del cacao enfrentó posibles boicots de los consumidores y la legislación nociva en el proyecto de ley fue aprobada. Mitchell y Dole alentaron a la industria a hacer un trato, y antes de que el proyecto de ley fuera a una votación en el Senado, la industria del cacao acordó abordar el problema sin legislación.
El senador Tom Harkin y Engel negociaron un acuerdo con la industria del cacao para crear el Protocolo Harkin-Engel. El protocolo fue firmado en septiembre de 2001 con el objetivo de eliminar las "peores formas de trabajo infantil" y el trabajo forzoso de adultos en las plantaciones de cacao en África Occidental. Fue firmado y presenciado por los jefes de las ocho principales compañías de chocolate, Harkin, Engel, el senador Herb Kohl, el embajador de Costa de Marfil, el director del Programa Internacional para la Erradicación del Trabajo Infantil, y otros.

## Protocolo y Declaración Conjunta de 2001
El Protocolo Harkin-Engel es un acuerdo voluntario público-privado para eliminar las peores formas de trabajo infantil (definido de acuerdo con la Organización Internacional del Trabajo ( Convenio 182 de la OIT) en el crecimiento y el procesamiento del cacao en Costa de Marfil y Ghana. El protocolo fue un acuerdo voluntario que involucró a los gobiernos, la industria del cacao mundial, los productores de cacao, trabajadores de cacao y organizaciones no gubernamentales. El acuerdo establece una serie de acciones específicas con fecha, incluyendo el desarrollo de normas voluntarias de certificación pública. El Protocolo no compromete a la industria a poner fin a todo el trabajo infantil en la producción de cacao, sólo a las peores formas de ella. Las partes acordaron un plan de seis artículos:
1. Declaración pública de la necesidad y las condiciones de un plan de acción—La industria del cacao reconoció el problema del trabajo infantil forzado y encomendó "recursos significativos" para resolver el problema.
2. Formación de grupos asesores multisectoriales—Para el 1 de octubre de 2001, se formó un grupo asesor para investigar las prácticas laborales. Para el 1 de diciembre de 2001, la industria formará un grupo asesor y formulará soluciones apropiadas para hacer frente a las peores formas de trabajo infantil.
3. La declaración conjunta firmada acerca del trabajo infantil se presenciará en la OIT—Para el 1 de diciembre de 2001, una declaración debe hacerse reconociendo la necesidad de acabar con las peores formas de trabajo infantil y la identificación de alternativas de desarrollo para los niños retirados de la mano de obra.
4. Acuerdo de cooperación—Para el 1 de mayo de 2002, establecer un programa de acción conjunta de la investigación, el intercambio de información y acción para hacer cumplir las normas para eliminar las peores formas de trabajo infantil. Establecer un monitor y el cumplimiento de las normas.
5. Establecer una base conjunta—Para el 1 de julio de 2002, la industria va a formar una fundación para supervisar los esfuerzos para eliminar las peores formas de trabajo infantil. Se llevarán a cabo los proyectos de campo y será un centro de información sobre las mejores prácticas.
6. La construcción hacia los estándares creíbles—Para el 1 de julio de 2005, la industria va a desarrollar e implementar estándares de toda la industria de certificación pública acerca de que el cacao ha crecido sin ninguna de las peores formas de trabajo infantil.[13]

Una Declaración Conjunta de 2001 extendió el protocolo para también identificar y eliminar el trabajo forzoso (definido de acuerdo con la Organización Internacional del Trabajo ( Convenio 29 de la OIT) en la producción de cocoa.
El protocolo estableció un acuerdo no vinculante para la industria del cacao para regularse por sí mismo sin implicaciones legales, pero Engel amenazó con reintroducir la legislación si no se cumplían los plazos. Este acuerdo fue una de las primeras veces que una industria estadounidense fue sometida a la autorregulación y una de las primeras veces que la autorregulación se utilizó para hacer frente a un problema internacional de derechos humanos.

## Declaración conjunta y progreso de 2005
Para julio de 2005—la fecha límite—la industria del cacao avanzó en su objetivo de eliminar las peores formas de trabajo infantil. La mayor parte de los requisitos se lograron en la fecha límite. Antes de la firma del protocolo, la industria del cacao reconoció el problema del trabajo infantil forzado para abordar parte del Artículo 1. Una declaración conjunta fue hecha en 2001 para abordar parte del Artículo 3. La Iniciativa Internacional de Cacao (ICI, por sus siglas en inglés) se estableció en 2002 para hacer frente a parte del Artículo 5. A través de la ICI, $3 millones se gastaron en proyectos piloto. El Instituto Internacional de Agricultura Tropical (IIAT) fue asignado para inspeccionar a los africanos occidentales acerca de los niños en la producción de cacao. Se formaron proyectos piloto para controlar el trabajo infantil. En 2004, la industria del cacao creó y financió el Grupo de Trabajo de Verificación. El financiamiento se suspendió en 2006, pero otra empresa fue contratada para llevar a cabo la verificación en 2007.
Pero no todos los requisitos del protocolo se cumplieron en el plazo establecido. La industria del cacao no pudo crear e implementar una norma de certificación de toda la industria para indicar que el cacao no se había producido bajo las peores formas de trabajo infantil. Las empresas de chocolate fueron criticadas por la ejecución del protocolo al menor costo, dejando las manos fuera del proceso sin cambiarlo, y el mantenimiento de un modelo de negocio dependiente de trabajo infantil. Más importante aún, no alteraron el precio del chocolate para permitir a los productores de cacao poner fin a la práctica de la esclavitud. Uno de los principales obstáculos para la ejecución del protocolo fue la Guerra Civil de Costa de Marfil. Junto con diamantes y madera, el cacao fue un recurso de conflicto que significó un ingreso de dinero para los militantes.
En julio de 2005 el grado de participación infantil en la producción de cacao no estaba claro. Tampoco estaba claro si los esfuerzos de la industria del cacao estaban ayudando al problema. El 1 de julio de 2005, todas las partes acordaron una extensión del protocolo a través de una declaración conjunta. La Declaración Conjunta de 2005 dio a la industria del cacao tres años más para implementar el protocolo. La Declaración Conjunta declaró que la industria formaría un sistema de certificación de la mitad de las regiones de cultivo en Costa de Marfil y Ghana. La declaración conjunta también afirmó que la industria apoyaría los programas para las comunidades productoras de cacao locales, incluyendo los programas de formación del profesorado.
El Congreso de los Estados Unidos no estaba satisfecho con la respuesta de la industria del cacao. Se dio responsabilidad al Departamento de Trabajo de los Estados Unidos de encontrar un contratista de universidad para supervisar los esfuerzos para eliminar las peores formas de trabajo infantil. En 2006, un contrato de $4.3 millones fue otorgado al Centro Payson para el Desarrollo Internacional en la Universidad Tulane hasta el 2009. En 2006, el Centro Payson informó que se habían hecho progresos, pero los niños seguían trabajando en la producción de cacao, en particular en la realización de tareas peligrosas y que faltaban regularmente a la escuela. La industria del cacao fue criticada por la falta de normas de certificación y los gobiernos de Costa de Marfil y Ghana fueron criticados por la falta de transparencia. En 2006, el presidente de la Fundación Mundial del Cacao dijo, "Si bien se han hecho progresos y hemos aprendido lecciones valiosas, se requiere mucho más".
Después de que la fecha límite pasó, el Foro Internacional de Derechos Laborales presentó una demanda en 2005 bajo el Alien Tort Statute en contra de Nestlé, Cargill y Archer Daniels Midland en nombre de los tres niños de Malí. La demanda alega que los niños fueron traficados a Costa de Marfil, forzados a la esclavitud y experimentaron frecuentes palizas en una plantación de cacao. En septiembre de 2010, el Tribunal Federal de Distrito para el Distrito Central de California determinó que las corporaciones no pueden ser declaradas responsables de violaciones del derecho internacional y rechazó la demanda. El caso fue apelado a las Cortes de Apelaciones de Estados Unidos.

## Declaración Conjunta y progreso de 2008
Para el nuevo plazo fijado—1 de junio de 2008—aún no se cumplían todos los objetivos. Se habían realizado algunos progresos; por ejemplo, la industria del cacao había proporcionado $10 millones para el ICI. En 2006-07 el ICI tuvo 17 sesiones de entrenamiento en Costa de Marfil y 23 en Ghana para sensibilizar a los funcionarios gubernamentales, la policía y los medios de comunicación acerca de las prácticas de trabajo infantil y adulto. El enfoque de la Declaración Conjunta fue el de la certificación. La recolección de datos en la industria de cacao se llevó a cabo en el 50% de las zonas de cultivo, tanto en Costa de Marfil y Ghana. Pero la verificación independiente, financiada parcialmente por la industria, no estaba totalmente completa en aquellas áreas. El plazo se prorrogó hasta finales de 2010. En ese momento, se exigió a la industria tener una certificación completa y una verificación independiente.
Todas las partes reafirmaron su compromiso de eliminar las peores formas de trabajo infantil. La industria del cacao se comprometió a trabajar con los gobiernos de Costa de Marfil y Ghana para establecer una certificación independiente a finales de 2010; ayudar a los gobiernos a orientar esfuerzos de corrección basados en la certificación independiente; y apoyar al ICI a medida que se expande a las comunidades locales y proporcionar formación sobre las prácticas laborales seguras.
En 2009, el cacao de Costa de Marfil y Nigeria se añadió a una lista de productos elaborados por el trabajo infantil forzado, gestionada por el Departamento de Trabajo. Esta lista se deriva de una solicitud hecha por Anti-Slavery International en 2004 para investigar si el cacao marfileño debería estar en esta lista. La Orden Ejecutiva 13126 exige a los contratistas federales que suministran productos en la lista que deben demostrar que han hecho un esfuerzo de buena fe para determinar si los productos fueron producidos bajo trabajo forzado. Por lo tanto, los contratistas deben demostrar que han hecho un esfuerzo de buena fe para determinar si el cacao fue producido bajo el trabajo forzoso. Costa de Marfil y Ghana fueron colocados en la Lista de Vigilancia Nivel 2 de 2009 de la trata de personas del Departamento de Estado de los Estados Unidos debido en parte a la trata de niños en la producción de cacao.
En 2009 el Departamento de Trabajo recibió un segundo contrato de $1.200.000 para el Centro Payson para continuar la supervisión hasta el 2011.

## Declaración Conjunta de 2010 y Plan de Acción
La Declaración Conjunta de 2010 resumió la promesa del Protocolo Harkin-Engel y reafirmó el compromiso de alcanzar los objetivos del protocolo. El propósito del marco de acción era reducir las peores formas de trabajo infantil un 70% en 2020. Específicamente, tenían que sacar a los niños de ahí y prevenir la participación de niños en las peores formas de trabajo infantil, la promoción de medios de vida sostenibles para los productores de cacao, establecer e implementar sistemas de monitoreo del trabajo infantil basados en la comunidad, y continuar encuestas sobre trabajo infantil nacional. La Declaración Conjunta estableció el Grupo de Coordinación de Trabajo Infantil de Cacao para coordinar las actividades del marco y proporcionar la gobernabilidad.
Para lograr los objetivos, los gobiernos de Costa de Marfil y Ghana deben financiar y llevar a cabo encuestas sobre trabajo infantil, proporcionar la rehabilitación para los niños liberados de las peores formas de trabajo infantil, evitar que los niños se involucren en las peores formas de trabajo infantil, hacer cumplir las leyes para proteger a los niños de las peores formas de trabajo infantil y desarrollar la infraestructura de las regiones de cacao en crecimiento. La responsabilidad de las industrias de cacao y chocolate es continuar apoyando las encuestas sobre trabajo infantil, apoyar esfuerzos de corrección, proporcionar medios de vida sostenibles para los hogares de los productores de cacao y tratar de asegurar que la cadena de suministro de cacao este usando prácticas seguras. Las industrias comprometerán $7.000.000 en los próximos cinco años con la posibilidad de $3 millones más para las actividades de rehabilitación. La responsabilidad del Departamento de Trabajo de Estados Unidos es comprometer $10 millones en 2010 para un programa de varios años para apoyar el marco e informar sobre el progreso de estos esfuerzos.

## Actualización de estado de 2011
Las encuestas de hogares y la investigación gubernamental en Costa de Marfil y Ghana mostraron que había 1,8 millones de niños trabajando en la agricultura del cacao. Alrededor del 5% en Costa de Marfil y el 10% en Ghana trabajaban por un salario. Los niños participan habitualmente en trabajos peligrosos y algunos todavía están involucrados en las peores formas de trabajo infantil.
Entre 2001 y 2009, varios miles de niños han participado en las actividades de rehabilitación incluidas en cada país. Estas actividades incluyen el retiro, la rehabilitación, la reinserción, la educación y la formación profesional, y estos esfuerzos se atribuyeron al financiamiento relacionado con el Protocolo Harkin-Engel. Menos del 5% de todos los niños fueron expuestos a actividades relacionadas con el protocolo.
En 2011, el Centro Payson informó que la industria del cacao no ha completado ninguno de los seis artículos. La industria no había completado el compromiso de la Declaración Conjunta de 2005 de certificación para el 50% de las zonas de cultivo en los dos países, y mucho menos el compromiso de la Declaración Conjunta de 2008 de actividades de rehabilitación en el 100% de las zonas de cultivo. Costa de Marfil había logrado solamente la rehabilitación en el 3.8% y Ghana en el 31% de las zonas de cultivo.
La industria del cacao todavía tiene que demostrar que se puede autorregular. El Centro Payson recomienda a la industria crear un sistema de certificación que pueda garantizar a los consumidores que las peores formas de trabajo infantil no se utilizan en la producción, crear una verificación independiente del sistema de certificación, poner en práctica los sistemas de monitoreo de trabajo infantil y aumentar las actividades de rehabilitación para abordar las peores formas del trabajo infantil.

## Crítica
En 2001, la Coalición de Trabajo Infantil, una colección de grupos de defensa centradas en cuestiones de trabajo infantil en los EE. UU. y en todo el mundo, criticó el protocolo por solo hacer frente a Costa de Marfil y Ghana. Se sugirió extender el protocolo a todo el mundo, porque también se informó de prácticas de explotación en las industrias de cacao en Brasil e Indonesia. La Coalición de Trabajo Infantil también recomendó que la industria del chocolate fije el precio del chocolate de modo que los productores hagan suficiente dinero para compensar justamente a sus trabajadores.
En 2011, diez años después de la implementación, no estaba claro si el protocolo había tenido algún efecto en la reducción del trabajo infantil. Un investigador de Payson Center afirmó que pocos de los compromisos del protocolo se han aplicado, pero el ICI alegó que cinco de los seis artículos se han terminado y se está trabajando activamente en el sexto.
En 2012, Miki Mistrati, creador del premiado documental, El lado oscuro del chocolate, afirmó que el protocolo es sólo "un documento y política" porque no ha habido ningún progreso. Él piensa que los mismos temas estarán presentes en cinco años y que los cambios no vendrán a través del protocolo, pero sí de los consumidores que exigen un cambio.